# La Senza
Pour les articles homonymes, voir Senza.
La Senza est un détaillant de lingerie canadien. 

## Histoire
La société est fondée par Irving Teitelbaum et son beau-frère Stephen Gross en 1966 à Sherbrooke sous le nom Suzy Shier. En 1984, Suzy Shier rachète l'enseigne californienne de vêtements pour enfants Wet Seal Inc., et l'introduit en bourse en 1990, année du lancement de la marque La Senza (qui signifie "sans" en italiien). La Senza est introduit en bourse en 1993, puis en 2000, La Senza Corp. devient le groupe qui détient sa société fondatrice Suzy Shier. La Senza inaugure son premier magasin au Maroc en 2001. En 2002, les ventes de la marque atteignent 650 millions de dollars. En 2003, La Senza Corp vend la marque Suzy Shier et ses 178 magasins à la holding YM Inc. pour se concentrer sur le développement international de la marque La Senza. 
En 2005, La Senza ouvre sa première boutique à Malte. 
L'entreprise est rachetée par la société américaine Limited Brands (la maison mère de Victoria's Secret) le 12 janvier 2007 pour 700 millions de dollars. Les boutiques Victoria's Secret commencent alors à cannibaliser les points de vente de La Senza au Canada. À partir de 2009, la marque annonce son intention de cibler des consommatrices plus âgées. 
En 2012, le siège social et le centre de distribution de l'entreprise sont délocalisés à Columbus, dans l'Ohio. En 2014, la filiale britannique du groupe, appartenant à la société du Kuwait Alshaya depuis 2012 et enregistrant des pertes importantes depuis plusieurs années, est placée sous administration judiciaire. 
En décembre 2018, L. Brands annonce la vente du détaillant au fonds d'investissement Regent LP, alors que La Senza enregistre des pertes annuelles de 40 millions de dollars. En raison de la pandémie de Covid-19, l'entreprise ferme le 30% de ses boutiques au Canada en 2020.

## Critiques
En 2003, la marque Suzy Shier se voit infligée une amende d'1 million de dollars par l'autorité de la concurrence canadienne pour pratiques trompeuses sur les prix faussement annoncés comme des réductions sur ses produits. En 2004, la marque La Senza Girl qui cible les enfants de 7 à 14 ans est critiquée pour orchestrer des campagnes de recrutement des fillettes à son club de clientes adhérentes lors d'anniversaires organisés au sein des boutiques de son enseigne. 